# Bacino di Makarov

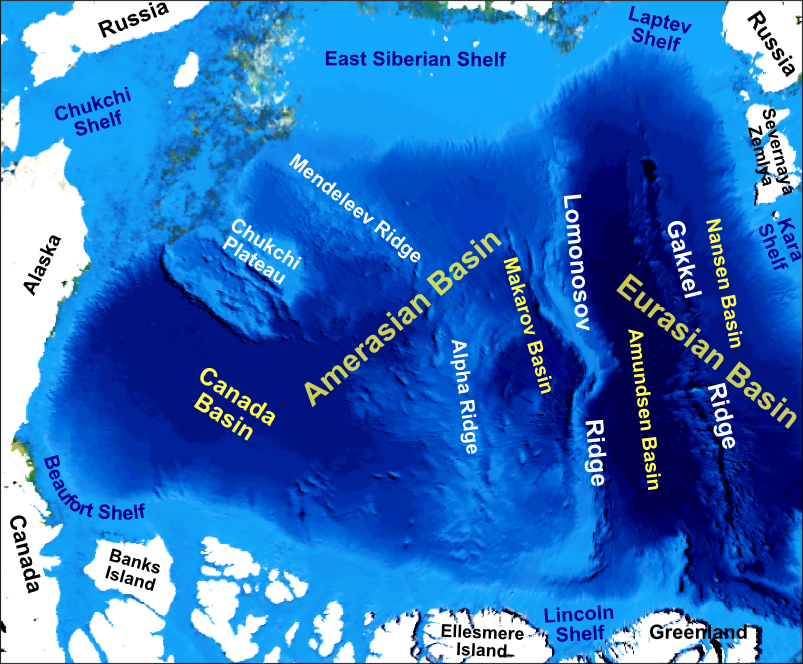
Profilo batimetrico del Mar Glaciale Artico

Il bacino di Makarov è un bacino oceanico del Mar Glaciale Artico che fa parte del bacino amerasiatico. È localizzato tra la dorsale Alfa e la dorsale di Lomonosov.